# Halberg (Bad Laasphe)
Der Halberg ist ein 495,2 m ü. NHN hoher Ausläufer des Weisgesberges (536,1 m) im Rothaargebirge. Er liegt in der Gemarkung von Hesselbach im Stadtgebiet von Bad Laasphe im nordrhein-westfälischen Kreis Siegen-Wittgenstein.

## Geographie

### Lage
Der Halberg erhebt sich im Südosten des Naturparks Sauerland-Rothaargebirge. Sein Gipfel liegt 550 m südlich von Hesselbach und 1,4 km nordöstlich von Fischelbach. Nördlich vorbei fließt der Hesselbach, der beim westlichen Nachbarn Großer Bohnstein (500,5 m) in die Banfe mündet.
Auf dem teilbewaldeten Halberg liegen Teile des Landschaftsschutzgebiets Bad Laasphe (CDDA-Nr. 390391; 1987 ausgewiesen; 113,3714 km² groß).

### Naturräumliche Zuordnung
Der Halberg gehört in der naturräumlichen Haupteinheitengruppe Süderbergland (Nr. 33) und in der Haupteinheit Rothaargebirge (mit Hochsauerland) (333) zur Untereinheit Südwittgensteiner Bergland (Wittgensteiner Lahnbergland; 333.2).

### Berghöhe
Der Halberg ist 495,2 m hoch; sein Hauptgipfel liegt 700 m nördlich des Weisgesbergipfels. Nahe dem Halberggipfel ist auf der Deutschen Grundkarte eine 494,2 m hohe Stelle verzeichnet. Etwas nördlich davon liegen drei weitere Stellen mit 493,6 m, 492,6 m und (dazwischen) 491,2 m Höhe.

## Verkehrsanbindung und Sportplatz
Durch das Tal des Hesselbach nördlich des Halbergs führen die Kreisstraßen 36 und 37. In der dortigen Ortschaft Hesselbach stößt die K 37 auf die von Bad Laasphe kommende K 36, die unterhalb vom Dorf zur Mündung des Hesselbachs in die Banfe führt und kurz darauf auf die Landesstraße 718 (Fischelbach-Banfe) trifft. Von der K 37 zweigt in Hesselbach die Straße Am Halberg ab, die als Stichstraße zur etwa 250 m nordwestlich des Halberggipfels auf 478,4 m Höhe liegenden Halberg-Arena führt, einem Kunstrasen-Sportplatz mit Vereinsheim, der vom SV Oberes Banfetal betrieben wird.